# سنتز نف
سنتز نف(به انگلیسی: Nef synthesis) واکنشیست در شیمی آلی که طی آن سدیم‌استیلیدها به آلدهیدها و کتون‌ها اضافه شده و تولید استیلنیک کاربینول‌ها را می‌کنند. این واکنش به افتخار جان اولریک نف نامگذاری شده‌است، که آن را در سال ۱۸۹۹ کشف کرد.